# Бетсі Девос
Елізабет «Бетсі» Прінс, у шлюбі Девос (англ. Elisabeth "Betsy" DeVos, нар. 8 січня 1958, Голланд, Мічиган) — американська підприємиця, філантропка, політична діячка, Міністр освіти США з 2017 до 2021 року. Мільярдерка.

## Біографія
Закінчила Коледж Кальвіна в місті Гренд-Репідс, штат Мічиган, де здобула ступінь бакалавра. Девос є засновницею інвестиційної компанії Windquest Group (1989 р.).
З 1996 до 2000 р. і з 2003 до 2005 р. очолювала Республіканську партію штату Мічиган.
Одружена з бізнесменом Діком Девосом, має чотирьох дітей. Брат Бетсі Девос Ерік Прінс — один із засновників і колишній CEO приватної військової компанії Блеквотер.